# 11e cérémonie des Women Film Critics Circle Awards
La 11e cérémonie des Women Film Critics Circle Awards (WFCC Awards), décernés par le Women Film Critics Circle, a eu lieu le 13 décembre 2014 et a récompensé les films célébrant la cause des femmes réalisés en 2014.

## Palmarès

### Meilleur film à propos des femmes
- Still Alice

### Meilleur film réalisé par une femme
- Selma

### Meilleure scénariste
- Rebecca Lenkiewicz – Ida

### Meilleur acteur
- Eddie Redmayne pour Une merveilleuse histoire du temps

### Meilleure actrice
- Julianne Moore pour Still Alice

### Meilleure jeune actrice
- Mira Grosin pour We Are the Best!

### Meilleure actrice de comédie
- Jenny Slate pour Obvious Child
  - Helen Mirren pour le rôle de Madame Mallory dans Les Recettes du bonheur (The Hundred-Foot Journey)

### Meilleur film étranger à propos des femmes
- Deux jours, une nuit  Belgique

### Meilleure image de la femme dans un film
- Hunger Games : La Révolte, partie 1

### Pire image de la femme dans un film
- Comment tuer son boss 2

### Meilleure image de l'homme dans un film
- Love Is Strange

### Pire image de l'homme dans un film
- Dumb and Dumber De

### Meilleur film familial
- Les Nouveaux Héros (Big Hero 6)

### Meilleur film documentaire fait par une femme ou à propos des femmes
- Citizenfour

### Meilleure égalité des sexes
- Life Itself<ex arquo>The Skeleton Twins

### Meilleure distribution féminine
- The Homesman

### Meilleur film non sorti au cinéma réalisé par ou à propos des femmes
- Bande de filles

### Meilleure ligne dans un film
- Les Nouveaux Héros (Big Hero 6) – ('Stop Whining. Woman Up!')

### Meilleur personnage animé féminin
- Jamie Chung pour le personnage GoGo Tomago dans Les Nouveaux Héros (Big Hero 6)
- Genesis Rodriguez pour le personnage Honey Lemon dans Les Nouveaux Héros (Big Hero 6)